# Jedlina (Synkov-Slemeno)
Jedlina (německy Tannicht) je malá vesnice, část obce Synkov-Slemeno v okrese Rychnov nad Kněžnou. Nachází se asi 1 km na severovýchod od Slemena. Prochází zde silnice II/318. V roce 2009 zde bylo evidováno 15 adres. V roce 2001 zde trvale žilo 54 obyvatel.
Jedlina leží v katastrálním území Slemeno u Rychnova nad Kněžnou o výměře 4,66 km2.
Do části obce Jedlina spadá také samota Jedlinská Lhota.

## Slavní rodáci
- Anna Lankašová-Burianová (1881–1956), česká lékařka; narodila se v poplužním dvoře s lihovarem Jedlina, kde byl její otec František Lankaš hospodářským správcem.

## Galerie

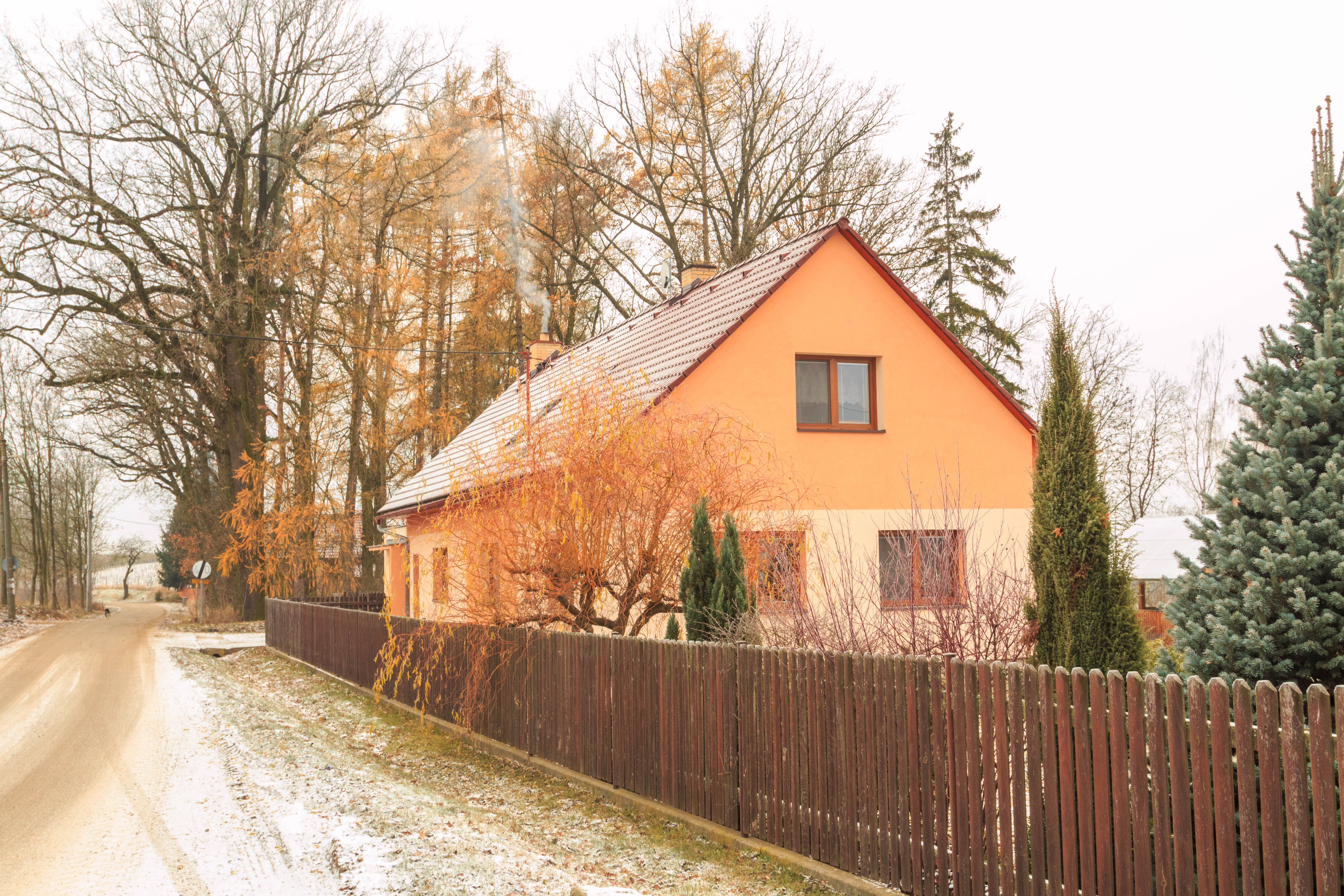
Jedlina u Slemene čp. 9
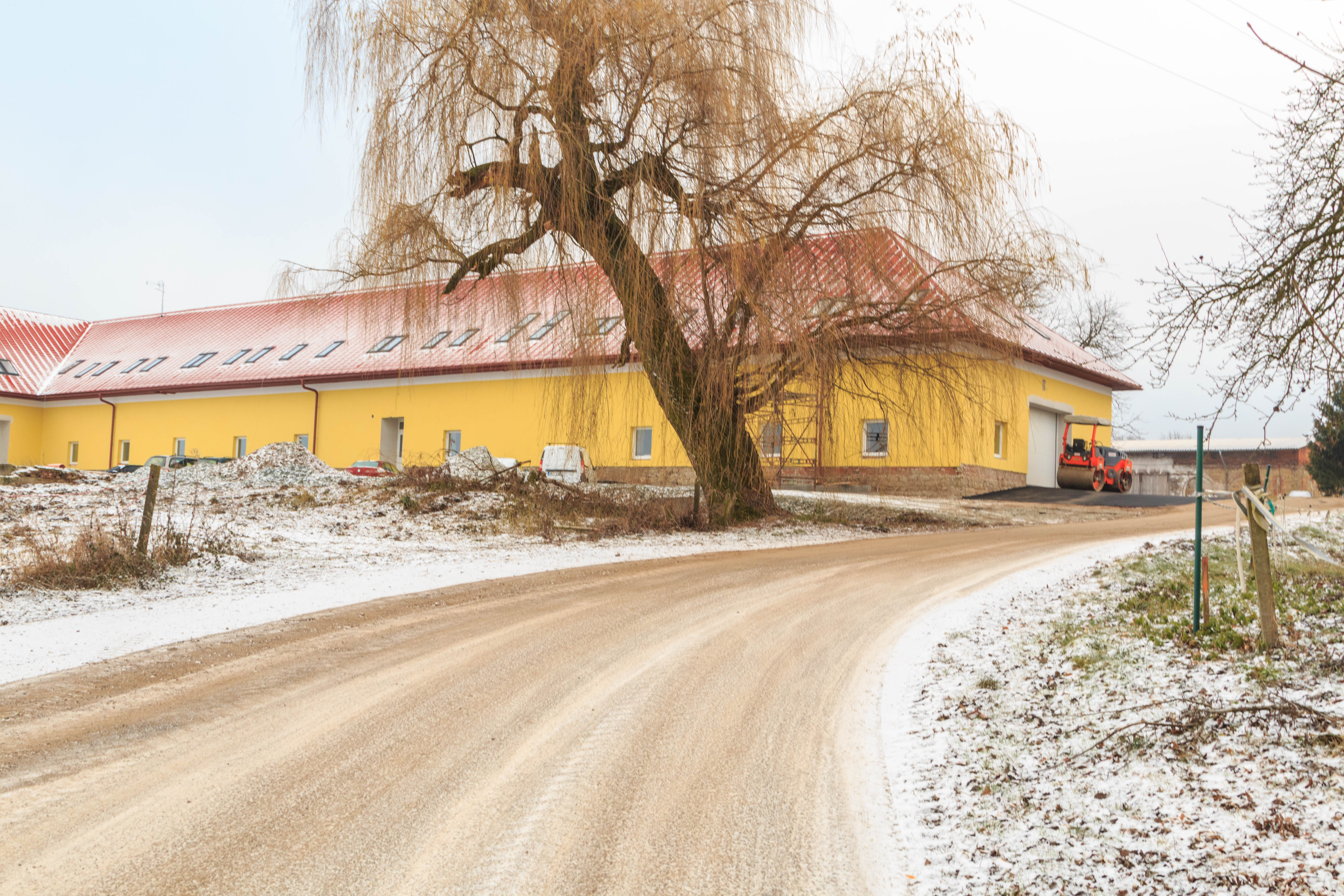
Jedlina u Slemene - čp. 13
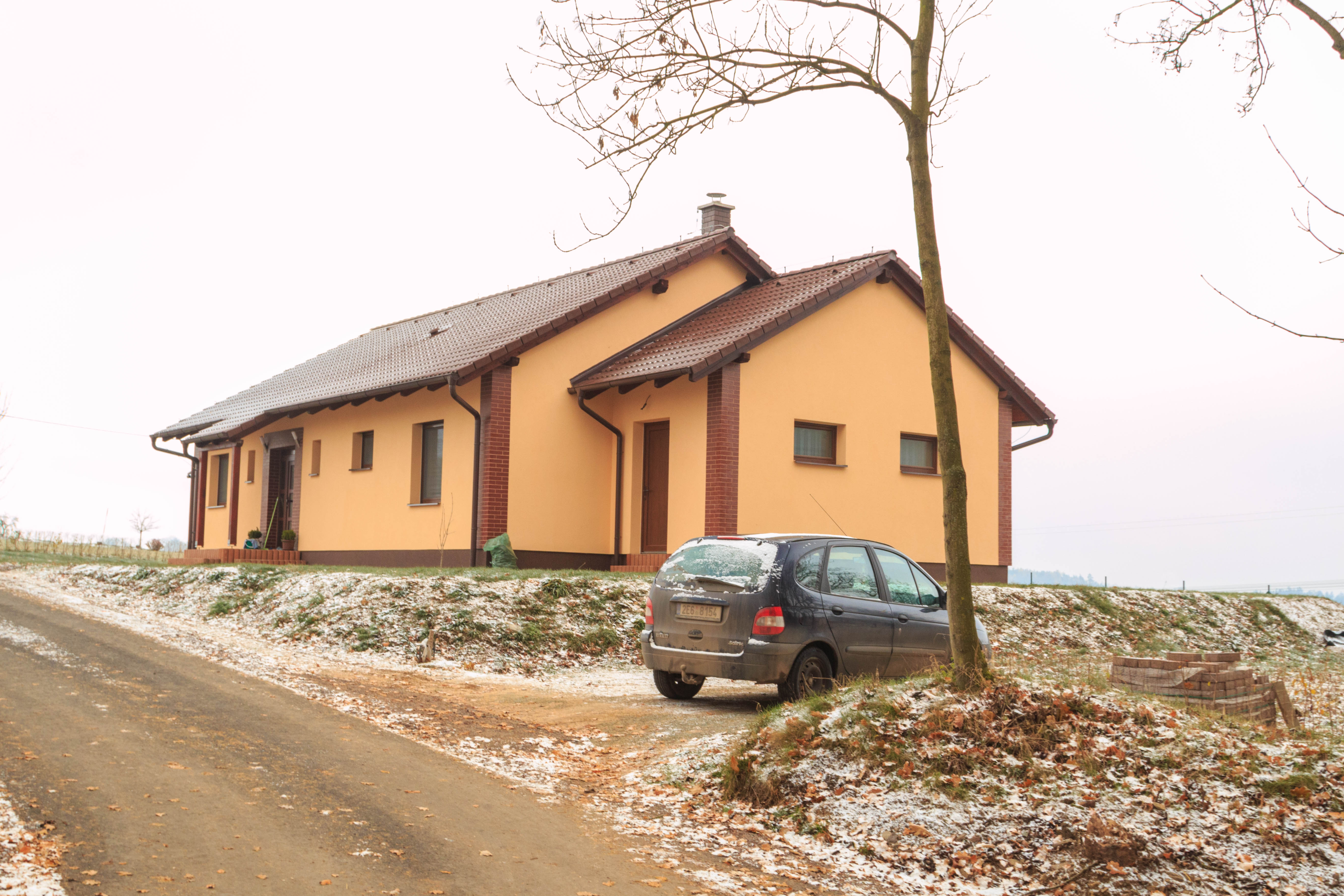
Jedlina u Slemene - čp. 16
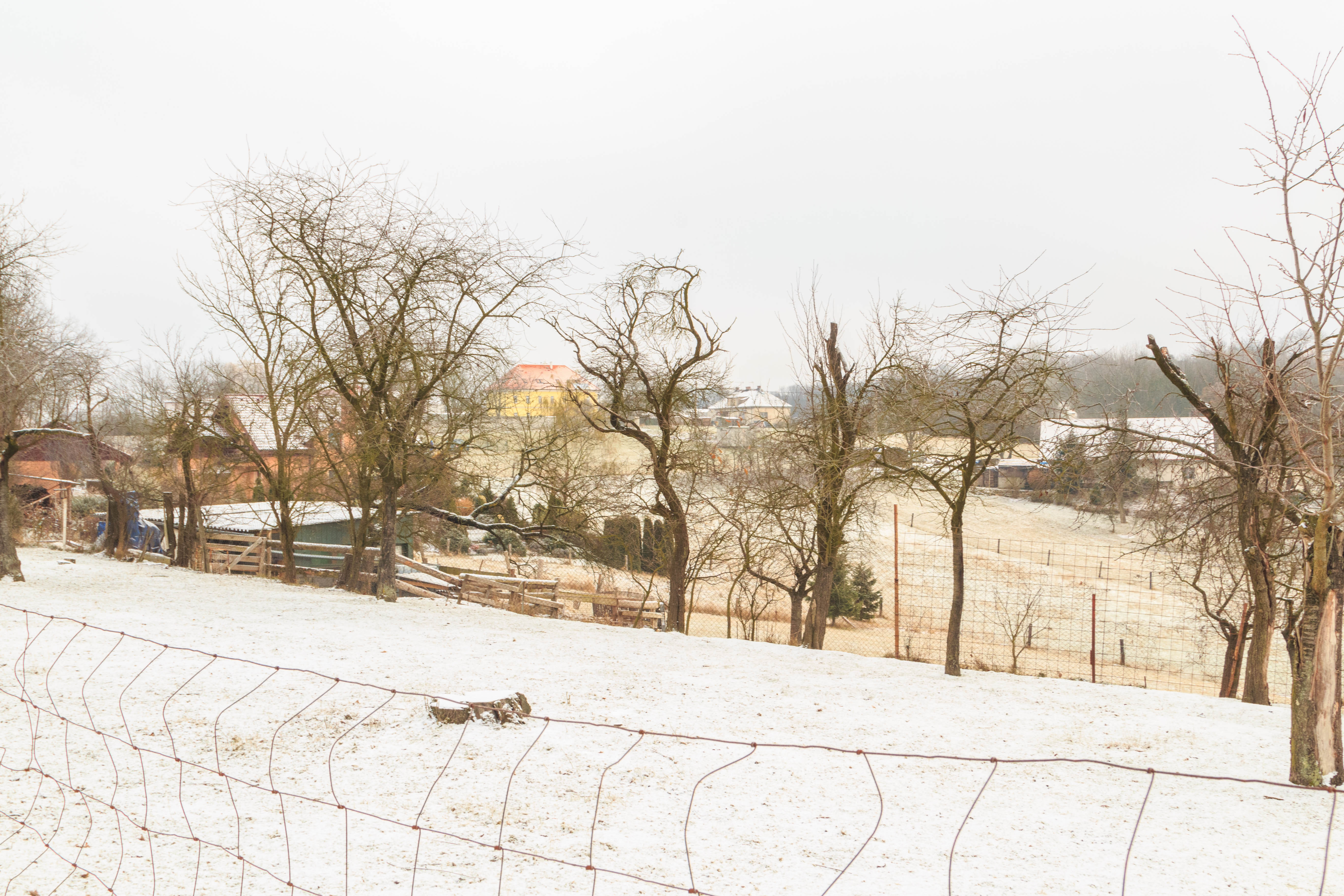
Jedlina u Slemene 01